# Корхин, Лео Вениаминович
Лео Вениаминович Корхин ( 18 марта 1929 года, Киев — 11 августа 2018, Санкт-Петербург) — советский и российский дирижёр. Заслуженный деятель искусств Российской Федерации (1998).

## Биография
Родился в Киеве. Участник ВОВ.
В 1946 году окончил киевскую музыкальную школу. Учился в Киевской консерватории, окончил её в 1951 году.
С 1944 года 7 лет работал скрипачом в Государственном симфоническом оркестре УССР (г. Киев). В 1951 году перешёл в Донецк, где 3 года работал с местным оркестром.
В 1954-м переехал в Ленинград, где дирижировал оркестром Ленинградской филармонии. Являлся учеником Николая Семёновича Рабиновича.
Записал музыку ко многим кинофильмам («Белое солнце пустыни», «Женя, Женечка и «катюша»»), радио- и телепостановкам.
С 1967 года — музыкальный руководитель Ленинградского балета на льду, единственного балета на льду с классическим репертуаром. С 1997 года преподавал в Санкт-Петербургском государственном институте культуры (доцент кафедры музыкального искусства эстрады).
Похоронен на Преображенском (Еврейском) кладбище в Санкт-Петербурге рядом с родителями.

### Семья
- Отец — Вениамин Борисович Корхин (1903—1962), виолончелист.
- Мать — Элька Зеликовна Макаревич (1905—1985).
- Жена — Муза Дмитриевна Щавелева, преподаватель вокала в ГАТИ.
  - Дочь — Ольга (род. 1979), судебный исполнитель.

## Награды и звания
- Заслуженный деятель искусств РФ;
- медали «За доблестный труд в ВОВ»;
- «Ветеран труда»;
- «300 лет Санкт-Петербургу».